# Abbotsford (Wisconsin)
Abbotsford – miasto w Stanach Zjednoczonych, w stanie Wisconsin, w hrabstwie Clark.